# A Király páros epizódjainak listája
A lista a Király páros című televíziós sorozat epizódjait tartalmazza. A sorozat premierje 2010. szeptember 10.-én volt. A sorozat 3 évadot készített.

## Évados áttekintés
| Évad | Évad | Epizódok | Eredeti sugárzás     | Eredeti sugárzás  | Magyar sugárzás     | Magyar sugárzás  |
| Évad | Évad | Epizódok | Évadpremier          | Évadfinálé        | Évadpremier         | Évadfinálé       |
| ---- | ---- | -------- | -------------------- | ----------------- | ------------------- | ---------------- |
|      | 1    | 21       | 2010. szeptember 10. | 2011. május 2.    | 2012. március 31.   | 2013. március 3. |
|      | 2    | 26       | 2011. június 13.     | 2012. április 16. | 2013. május 18.     | 2015. június 14. |
|      | 3    | 22       | 2012. június 18.     | 2013. február 18. | 2015. szeptember 1. | 2016. október 1. |

## 1. évad
| #     | Hivatalos epizódcím               | Magyar cím              | Írta                           | Rendezte               | Hivatalos premier    | Magyar premier       |
| ----- | --------------------------------- | ----------------------- | ------------------------------ | ---------------------- | -------------------- | -------------------- |
| 1.-2. | Return of the Kings               | A királyok visszatértek | Dan Cross & David Hoge         | Linda Mendoza          | 2010. szeptember 10. | 2012. március 31.    |
| 3.    | Beach Bully Bingo                 | A nagy kahula           | Matt Wickline                  | David Kendall          | 2010. szeptember 22. | 2012. április 1.     |
| 4.    | A Mermaid's Tail                  | A hableányok            | Donald Beck                    | Andy Cadiff            | 2010. szeptember 29. | 2012. április 7.     |
| 5.    | Where the Wild Kings Are          | A házi kedvenc          | Kenny Smith                    | Victor Gonzalez        | 2010. október 6.     | 2012. április 21.    |
| 6.    | Big Kings on Campus               | Vissza a suliba         | Dave Polsky                    | Leonard R. Garner, Ml. | 2010. október 13.    | 2012. május 5.       |
| 7.    | The Brady Hunch                   | Királyi lakoma          | Sean Cunningham & Marc Dworkin | Victor Gonzalez        | 2010. október 20.    | 2012. május 26.      |
| 8.    | Junga Ball                        | A meccs                 | Matt Wickline                  | Victor Gonzalez        | 2010. október 27.    | 2012. június 2.      |
| 9.    | Revenge of the Mummy              | A múmia bosszúja        | Dan Cross & David Hoge         | Adam Weissman          | 2010. november 8.    | 2012. június 9.      |
| 10.   | Oh Brother, Where Arr Thou?       | A kalózok kincse        | Sean Cunningham & Marc Dworkin | Andy Cadiff            | 2010. november 15.   | 2012. július 1.      |
| 11.   | No Kings Allowed                  | A rebellisek            | Matt Wickline                  | Joel Zwick             | 2010. november 22.   | 2012. július 14.     |
| 12.   | Pair of Jokers                    | A karma                 | Donald Beck                    | Adam Weissman          | 2010. november 29.   | 2012. július 21.     |
| 13.   | Pair of Prom Kings                | A szalagavató           | Sean Cunningham & Marc Dworkin | Eric Dean Seaton       | 2010. december 17.   | 2013. március 3.     |
| 14.   | Tone Deaf Jam                     | A fesztivál             | Donald Beck                    | Linda Mendoza          | 2010. december 17.   | 2012. június 16.     |
| 15.   | The Bite Stuff                    | A rovarcsípés           | Dan Cross & David Hoge         | Victor Gonzalez        | 2011. január 17.     | 2012. június 2.      |
| 16.   | Brady Battles Boo-Mer             | Aki mer, az nyer        | Sean Cunningham & Marc Dworkin | Linda Mendoza          | 2011. január 24.     | 2012. szeptember 12. |
| 17.   | The King and Eyes                 | A harmadik szem         | Sean Cunningham & Marc Dworkin | Leonard R. Garner, Ml. | 2011. január 31.     | 2012. szeptember 9.  |
| 18.   | The Kings Beneath My Wings        | A mentőakció            | Chris Atwood                   | Robbie Countryman      | 2011. február 7.     | 2012. november 4.    |
| 19.   | Fight School                      | Harcosok klubja         | Eric Lev                       | Linda Mendoza          | 2011. április 18.    | 2012. december 22.   |
| 20.   | The Trouble With Doubles          | Duplán szép az élet     | Lisa Muse Bryant               | Eric Dean Seaton       | 2011. április 25.    | 2013. január 6.      |
| 21.   | Journey to the Center of Mt. Spew | A kívánság              | Dan Cross & David Hoge         | Victor Gonzalez        | 2011. május 2.       | 2013. március 2.     |

## 2. évad
| #       | Hivatalos epizódcím                | Magyar cím                    | Írta                           | Rendezte          | Hivatalos premier    | Magyar premier       |
| ------- | ---------------------------------- | ----------------------------- | ------------------------------ | ----------------- | -------------------- | -------------------- |
| 1-2.    | Kings of Legend                    | Legendás királyok             | David Hoge & Dan Cross         | Eric Dean Seaton  | 2011. június 13./20. | 2013. május 18.      |
| 3.      | Good King Hunting                  | A vőlegényvadászat            | David Hoge & Dan Cross         | Linda Mendoza     | 2011. június 27.     | 2013. május 25.      |
| 4.      | Dinner for Squonks                 | Vacsi a vakondokkal           | Sean Cunningham & Marc Dworkin | Linda Mendoza     | 2011. július 11.     | 2013. június 8.      |
| 5.      | Kings of Thieves                   | Tolvaj királyok               | Sean Cunningham & Marc Dworkin | Robbie Countryman | 2011. július 18.     | 2013. június 15.     |
| 6.      | An Ice Girl for Boomer             | Jégbe fagyott állat           | Lance Crouther                 | Eric Dean Seaton  | 2011. július 25.     | 2013. június 22.     |
| 7.      | Pair of Geniuses                   | Zseni páros                   | Lisa Muse Bryant               | Adam Weissman     | 2011. augusztus 1.   | 2013. július 27.     |
| 8.      | How I Met Your Brother             | Így jártam az öcséddel        | Donald Beck                    | Joel Zwick        | 2011. augusztus 8.   | 2013. augusztus 10.  |
| 9.      | The One About Mikayla's Friends    | Barátnő kerestetik            | Lisa Muse Bryant               | Leonard R. Garner | 2011. augusztus 22.  | 2013. szeptember 11. |
| 10.     | Do Over                            | Elölről                       | Chris Atwood                   | David Kendall     | 2011. szeptember 26. | 2013. szeptember 14. |
| 11.     | Big Mama Waka                      | A nagy Waka Mama              | Matt Wickline                  | Adam Weissman     | 2011. október 3.     | 2014. március 2.     |
| 12.     | Sleepless in the Castle            | Az alvajáró                   | Sean Cunningham & Marc Dworkin | Victor Gonzalez   | 2011. október 17.    | 2013. november 3.    |
| 13.     | Pair of Clubs                      | A klub párbaj                 | Sean Cunningham & Marc Dworkin | Adam Weissman     | 2011. október 24.    | 2014. március 9.     |
| 14.     | The Cheat Life of Brady and Boomer | A csaló Brady és Boomer élete | David Hoge & Dan Cross         | Leonard R. Garner | 2011. november 21.   | 2013. október 13.    |
| 15.     | The Ex Factor                      | Az ex faktor                  | Sean Cunningham & Marc Dworkin | Robbie Countryman | 2011. november 28.   | 2013. november 17.   |
| 16.     | Pair of Santas                     | Mikulás páros                 | David Hoge & Dan Cross         | Linda Mendoza     | 2011. december 5.    | 2013. december 28.   |
| 17.     | No Rhyme or Treason                | Vers mindenkinek              | Donald Beck                    | Larry McLean      | 2012. január 23.     | 2014. március 23.    |
| 18.     | Mr. Boogey Shoes                   | A mumus                       | John D. Beck & Ron Hart        | Adam Weissman     | 2012. január 30.     | 2014. március 30.    |
| 19.     | The Young and the Restless         | A fiatalság forrása           | Dave Polsky                    | Linda Mendoza     | 2012. február 6.     | 2014. április 6.     |
| 20.     | Let the Clips Show                 | A klip show forgatás          | Eric Lev                       | David Kendall     | 2012. február 13.    | 2013. december 15.   |
| 21.     | Crouching Brady, Hidden Boomer     | Szárnyaló randi               | Matt Wickline                  | David Kendall     | 2012. március 19.    | 2014. március 16.    |
| 22.     | Beach Party Maggot Masscare        | A veszélyes parti             | Lisa Muse Bryant               | Sean Mulcahy      | 2012. március 26.    | 2014. április 12.    |
| 23.     | Make Dirt, Not War                 | Piszok, ne háborúzz!          | Lisa Muse Bryant               | Victor Gonzalez   | 2012. április 2.     | 2014. április 27.    |
| 24.     | Cooks Can Be Deceving              | A gulyás                      | Donald Beck                    | Victor Gonzalez   | 2012. április 9.     | 2014. május 4.       |
| 25.-26. | The Evil King                      | A gonosz király               | David Hoge & Dan Cross         | Linda Mendoza     | 2012. április 16.    | 2015. június 14.     |

## 3. évad
| #       | Hivatalos epizódcím             | Magyar cím                         | Írta                           | Rendezte          | Hivatalos premier    | Magyar premier        |
| ------- | ------------------------------- | ---------------------------------- | ------------------------------ | ----------------- | -------------------- | --------------------- |
| 1.-2.   | The New King                    | Az új király                       | Dan Cross & David Hoge         | David Kendall     | 2012. június 18./25. | 2015. szeptember 1/2. |
| 3.      | Two Kings and a Devil Baby      | Két király és egy szuperrossz bébi | Matt Wickline                  | Linda Mendoza     | 2012. július 2.      | 2015. szeptember 3.   |
| 4.      | Fatal Distraction               | Végzetes figyelemelterelés         | Sean Cunningham & Marc Dworkin | David Kendall     | 2012. július 9.      | 2015. szeptember 4.   |
| 5.      | Wet Hot Kinkowan Summer         | Hőségriadó!                        | Lisa Muse Bryant               | Adam Weissman     | 2012. július 16.     | 2015. szeptember 8.   |
| 6.      | O Lanada                        | Lanny vagy nem lenni               | Sean Cunningham & Marc Dworkin | Sean Mulcahy      | 2012. július 23.     | 2015. szeptember 7.   |
| 7.      | Heart and Troll                 | Sasha                              | Donald Beck                    | Adam Weissman     | 2012. július 30.     | 2015. szeptember 9.   |
| 8.      | I Know What You Did Last Sunday | Tudom, mit tettél múlt vasárnap!   | Donald Beck                    | Rich Correll      | 2012. szeptember 10. | 2015. szeptember 10.  |
| 9.      | Lord of the Fries               | A halak ura                        | Lisa Muse Bryant               | Leonard R. Garner | 2012. szeptember 17. | 2015. szeptember 17.  |
| 10.     | Dancing With the Scars          | A táncverseny                      | Pat Bullard                    | Robbie Countryman | 2012. szeptember 24. | 2015. szeptember 16.  |
| 11.     | I'm Gonna Git You, Sponge Sucka | Végzek veled, szivacspofa!         | Dan Cross & David Hoge         | Leonard R. Garner | 2012. október 1.     | 2015. szeptember 14.  |
| 12.     | Bond of Brothers                | Testvéri kötelék!                  | Lisa Muse Bryant               | Ken Ceizler       | 2012. október 8.     | 2015. szeptember 15.  |
| 13.     | King vs. Wild                   | Királyok kontra vadon              | Bob Keyes & Doug Keyes         | Leonard R. Garner | 2012. október 15.    | 2016. szeptember 3.   |
| 14.     | Inconvenient Tooth              | Fogas kérdés                       | Chase Heinrich                 | Victor Gonzalez   | 2012. október 22.    | 2015. szeptember 18.  |
| 15.     | The Oogli Stick                 | Über Undiság                       | Wesley Johnson & Scott Taylor  | Rich Correll      | 2012. október 29.    | 2015. szeptember 11.  |
| 16.     | Thumb & Thumber                 | Az ujj-csata                       | Sean Cunningham & Marc Dworkin | Larry McLean      | 2012. november 5.    | 2016. szeptember 10.  |
| 17.     | Loathe Potion No. 9             | Az átkozott fasírt                 | Lisa Muse Bryant               | Linda Mendoza     | 2012. november 26.   | 2016. szeptember 17.  |
| 18.     | Yeti, Set, Snow                 | A jeti kaland!                     | Sean Cunningham & Marc Dworkin | Robbie Countryman | 2012. december 3.    | 2015. december 7.     |
| 19.     | Mysteries of Kinkow             | Kinkow titkai                      | Matt Wickline                  | Sean Mulcahy      | 2013. február 4.     | 2015. október 30.     |
| 20.     | Meet the Parents                | Találkozz apucival                 | Donald Beck                    | Eric Dean Seaton  | 2013. február 11.    | 2016. szeptember 24.  |
| 21.-22. | Long Live The Kings             | Éljen a király!                    | Dan Cross & David Hoge         | David Kendall     | 2013. február 18.    | 2016. október 1.      |